# Dawit Yemane
Dawit Yemane, né en 1998, est un coureur cycliste érythréen.

## Biographie
En 2017, Dawit Yemane obtient ses premiers résultats notables dans le calendrier de l'UCI en terminant septième du Tour d'Érythrée ou treizième Tour du Faso (quatrième d'une étape). Il se classe également troisième et meilleur grimpeur du Tour de Quanzhou Bay.
En juin 2021, il devient champion d'Érythrée sur route. Un mois après, il intègre l'équipe cycliste Bike Aid.

## Palmarès  et résultats

### Palmarès par année
- 2017
  - 3e du Tour de Quanzhou Bay
- 2018
  - Tour de Panzhihua :
    - Classement général[1]
    - 1re étape

  - 2e de l'Africa Cup
- 2021
  -  Champion d'Érythrée sur route
  - 3e du championnat d'Érythrée du contre-la-montre
- 2022
  -  Champion d'Afrique du contre-la-montre par équipes (avec Aklilu Gebrehiwet, Mikiel Habtom et Henok Mulubrhan)
  - Tour de Serbie : 
    - Classement général
    - 3e étape

  -  Médaillé d'argent du championnat d'Afrique du contre-la-montre par équipes mixte
  - 3e du Tour d'Iran - Azerbaïdjan
- 2023
  - 2e de la Courts Mamouth Classique de l'île Maurice
- 2024
  -  Médaillé d'or du contre-la-montre par équipes aux Jeux africains
  - 1re étape du Tour de Mersin
  - 10e étape du Tour du lac Poyang
  -  Médaillé de bronze du contre-la-montre par équipes mixtes aux Jeux africains
  - 3e du Tour de Mersin
- 2025
  - 3e étape du Tour d'Iran - Azerbaïdjan

### Classements mondiaux
| Année                                 | 2017  | 2018  | 2019 | 2020  | 2021 | 2022 | 2023 | 2024 |
| ------------------------------------- | ----- | ----- | ---- | ----- | ---- | ---- | ---- | ---- |
| Classement mondial                    | 2320e | 1649e | 533e | 1321e | 494e | 277e | 547e | 467e |
| UCI Asia Tour                         | nc    | 284e  |      |       |      |      |      |      |
| UCI Africa Tour                       | 198e  | nc    | 24e  | 52e   | 16e  | 6e   | 23e  | 18e  |
|                                       |       |       |      |       |      |      |      |      |
| Légende : nc = non classéSource : UCI |       |       |      |       |      |      |      |      |